# 1687 a tudományban
Az 1687. év a tudományban és a technikában.

## Csillagászat
- Johannes Hevelius elnevezi a Háromszög csillagképet (Triangulum).

## Fizika
- július 5. – A londoni Royal Society kiadja Isaac Newton röviden Principiaként ismert Philosophiæ Naturalis Principia Mathematica című háromkötetes munkáját. Ebben Newton leírja elméletét az univerzális gravitációs kölcsönhatásról, matematikai alapokon magyarázza a mechanika törvényeit (köztük a Newton-féle mozgásegyenleteket), képletet ad a hangsebességhez és bemutatja, hogy a Föld egy lapult szferoid. A Principiában található elgondolások váltak az újkori fizika alapjaivá.

## Születések
- október 14. – Robert Simson, matematikus († 1768)

## Halálozások
- január 22. – Johannes Hevelius, csillagász (* 1611)